# パーソナルカラー
パーソナルカラー（英：Color analysis）とは、その人の生まれ持った身体の色（肌の色・髪の色・目の色など）と雰囲気が調和した色（＝似合う色）のことであり、人それぞれ個性が違うように似合う色もそれぞれ違うとする視覚心理学的理論に基づく審美感のことである。
似合う色を見つける診断のことを「パーソナルカラー診断」という。「似合う色」の化粧や服装を身につけると顔色が良く活き活きとした表情に見え、「似合わない色」を身につけると顔色が悪く元気がなく疲れた印象に見えてしまうことがある。パーソナルカラーは、加齢による顔つきの変化や体調などで変わることもある。
これは、1980年代にアメリカから伝わった審美感で、人間の目の色彩認識機能とそれによる感情変化の傾向を研究し得られた心理学的な理論であり、今日では日本でもそれが広く支持され、パーソナルカラー診断をする職業(パーソナルカラーアナリスト)が確立されたり、ファッション業界（服飾・アクセサリーなど）や美容業界(化粧品、ネイル、ヘアなど)顧客に似合う色の選定方法を説明するために頻繁に使用されるようになった。

## 概要

### 経緯
パーソナルカラーは、1920年代の色彩の芸術理論が元になっている。アメリカのデザイナーであったロバート・ドア（Robert C. Dorr (1905–1979)）は「自然界の色はすべてブルーベース（ブルベ）とイエローベース（イエベ）に分けられ、同じグループの色は調和する」と提唱した。また、スイスのヨハネス・イッテンは「自然界の四季の中にすべての色彩の源があり、調和する」という理論が出され、この2点がパーソナルカラーのルーツとなっている。

### ロバート・ドア・メソッド
「ロバート・ドア メソッド：ブルーベース/イエローベース」とは、自然界に存在する色はすべて2つのグループ（ブルーベースカラーとイエローベースカラー）に分けられ、同じグループに属する色同士は調和しあい、別のグループに属する色とは調和しないという配色調和・不調和の原理原則を基にした実用色彩調和システムである。自然の造形物（人間も含む）はすべてこの原理原則に沿った配色調和で構成されており、ブルーベースの配色調和かイエローベースの配色調和で構成されている。調和のとれた配色は、心地よい美観を感じさせ、心理的生理的に「快」の状態をもたらす。

### ヨハネス・イッテン「色彩論」
これは、似合う色の範囲を「4シーズン：春・夏・秋・冬」のグループに分け、その中から似合う色のグループをアドバイスする[7]、という考え方の元となった理論である。彼の「その人が好む配色や色彩は、その人の外見的特長や性格と一致する」と言う考え方をもとに、春夏秋冬の四季の色は誰にでも思い浮かべることのできる分かりやすいイメージだという理由でパーソナルカラーは4つに分類されることとなった[8]。

## 日本の諸流派

### NPO法人日本パーソナルカラー協会(JPCA)
日本で初めて設立されたパーソナルカラーの協会。また日本で初めてパーソナルカラーの検定『色彩技能パーソナルカラー検定®』を実施している団体。JPCAパーソナルカラーアナリスト・JPCA講師の育成もしている。
協会の考えるパーソナルカラーとは、春夏秋冬のグループに囚われず、四属性(色相・明度・彩度・清濁)との調和を見ながら診断をしていく。自分の嗜好や主観に囚われずに診断をすることが大切であり、お客様の肌の色や雰囲気に似た色を選ぶわけではない。
色の属性に対して、多くの人が共通して感じる色彩の心理的作用「共通心理」と、人によって評価が分かれる感じ方「個別心理」があり、似合う似合わない(個別心理)は共通心理で論理的に説明することができる。
|          | 色相                                            | 色相                                      | 明度                                | 明度                              |
|          | 黄み寄り(イエローベース)                        | 青み寄り(ブルーベース)                    | 明度が高い(明るい)                  | 明度が低い(暗い)                  |
| -------- | ----------------------------------------------- | ----------------------------------------- | ----------------------------------- | --------------------------------- |
| 共通心理 | 顔色が黄みを帯びて見える 顔が少し膨張して見える | 顔色が白く見える 顔が少し収縮してもみえる | 顔色が明るくなる 顔が膨張して見える | 顔色が暗くなる 顔が収縮して見える |
| 個別心理 | 血色良く健康的に見える ふっくらとして見える     | 色白に見える ほっそりとして見える         | ふっくら見える 明るく見える         | 小顔に見える 陰影がでて見える     |

|          | 彩度                                            | 彩度                                          | 清濁                                                    | 清濁                                                |
|          | 彩度が高い(鮮やか)                              | 彩度が低い(落ち着いた)                        | 清色(クリア)                                            | 濁色(ソフト)                                        |
| -------- | ----------------------------------------------- | --------------------------------------------- | ------------------------------------------------------- | --------------------------------------------------- |
| 共通心理 | 顔の印象(パーツ)が強く見える 肌の色は濃く見える | 顔の印象(パーツ)が弱く見える 肌の色は薄くえる | 肌にツヤ(光沢)が出る 輪郭や顔の中の線がはっきり見える   | 肌がマットに見える 輪郭や顔の中の線が柔らかく見える |
| 個別心理 | 活発、元気に見える 華やかな印象                 | おとなしく静かに見える シックな印象           | 肌にハリ・ツヤが出て若々しい印象 リフトアップして見える | 肌のキメが整い上品な印象 顔が立体的に見える         |

#### JPCAによるパーソナルカラー分類
色の属性が顔の見え方に与える影響を見て似合う似合わないを判断し、最終的に必要な属性が入っているグループを４シーズン(春夏秋冬)で提案する。それぞれのグループの特徴に当てはまらない方も多く、グループとグループの中間の方も多く存在する。また、グループに囚われない診断が可能なので、４シーズン(春夏秋冬)以外のどんな分類方法にも適応している。

### CUS（Color Undertone System-カラーアンダートーンシステム)
CUSは、(社)日本カラリスト協会の会長であるヨシタミチコを中心とした色彩研究会によって考案されたアンダートーン分類を組み込んだ表色系で、色に通底する調子という意味で「アンダートーン」という分類を用いている。すべての色を「ブルーアンダートーン（Bu）」、「イエローアンダートーン（Yu）」に分類し、アンダートーンが共通であれば調和するとしている。CUSでは、アンダートーンの考え方を基礎に、「ハード」と「ソフト」の印象軸、「華やか」と「落ち着き」の表情軸の違いでパーソナルカラーが決まると考える。

#### CUSによるパーソナルカラー分類
CUSでは、パーソナルカラーを4つのシーズンに分類している。各シーズンの印象の違いを明確にし、アンダートーンの違いである色味軸、印象軸、表情軸の3要素を的確につかむことにより、誤った診断がなされないよう工夫がされている。
- パステルサマー：ソフトで落ち着きのある印象があり、ブルーアンダートーンの色が調和する。
- ブリリアントウインター：ハードで華やかな印象があり、ブルーアンダートーンの色が調和する。
- プライトスプリング：ソフトで華やかな印象があり、イエローアンダートーンの色が調和する。
- ディープオータム：ハードで落ち着きのある印象があり、イエローアンダートーンの色が調和する。

### 16タイプカラーメソッド
16タイプカラーメソッドは、(社)全日本カラースタイルコンサルタント協会（CSCA）の理事長である花岡ふみよが創始し特許を取得したパーソナルカラー分類法 であり、西洋人向けであった4シーズン分類法を、全世界の民族に対応できるよう改良したものである。
このパーソナルカラー診断では色相・彩度・明度・清濁の視点から、4シーズン分類法の1シーズンを4タイプに分割。計16タイプに細分化することで、パーソナルカラー診断の正確性を上げることに成功した。

#### 16分類
16分類の詳細は以下の通りである。
春の4タイプ
- ライト・スプリング
- ブライト・スプリング
- ヴィヴィッド・スプリング
- ウォーム・スプリング

夏の4タイプ
- ライト・サマー
- ブライト・サマー
- ミューテッド・サマー
- クール・サマー

秋の4タイプ
- ミューテッド・オータム
- ストロング・オータム
- ウォーム・オータム
- ディープ・オータム

冬の4タイプ
- クリア・ウィンター
- ヴィヴィッド・ウィンター
- クール・ウィンター
- ディープ・ウィンター

#### ファーストシーズン、セカンドシーズン
16タイプカラーメソッドにおいて、1番目に似合う色のグループをファーストシーズン（1st）、同じ色の特徴を持つ2番目に似合う別の色のグループをセカンドシーズン（2nd）という。
これは自分に似合う色の共通点を示すことで、色選びの幅や自分に似合う色の特徴をより明確にすることを目的とした表記である。
また、必ずしも2ndがはっきり出るというものではなく、2ndがほぼ存在しない者もいる。さらに1stがイエローベース分類で2ndがブルーベース分類、または1stがブルーベース分類で2ndがイエローベース分類であるパターンも多い。

## 誤診
パーソナルカラー診断は本来、ドレープと呼ばれる色布を肌に当て、プロの診断士が診断を行うものであった。しかし近年では、店頭で店員が目視で行う診断やインターネットを使用した診断、簡易化された情報をもとに自身で診断を行う自己診断なるものが多く広まっている。それに伴い誤った情報（俗説）の拡散や、パーソナルカラー診断時に誤診が発生する機会も増えている。以下に代表的な誤った俗説や誤診を生みやすいポイントを記す。
俗説による誤診
「日本人＝黄み肌＝イエローベースである」といった俗説は間違いである。まず黄み肌は肌色の色調であり、パーソナルカラー理論とは異なる分類である。黄み肌でイエローベースの場合もあれば、黄み肌でブルーベースの場合もあるため診断の際には注意が必要である。
また 「色白＝ブルーベースである」といった俗説も間違いである。前述した通り、パーソナルカラーやそのシーズン分類によって日焼けの傾向や肌色の変化には違いがあるものの、色白色黒といった肌色の色調とは異なる理論である。色黒のブルーベースの者もいれば色白のイエローベースの者もいるため、混同すべきではない。

環境による誤診
照明光には自然光（太陽光）と人工光（白熱電球・蛍光ランプ等）が存在し、それぞれの照明によって色の見え方は大きく変化する。赤みの成分が強い白熱電球下や青みの成分が強い蛍光ランプ下といった人工光下では誤診が発生しやすいため、パーソナルカラー診断は色の波長が均一に含まれる太陽光下で行うことが推奨されている。
また、インターネットやアプリ上に写真をアップロードし診断を行うネット診断は、光源とは別にカメラ本体の性能やフィルター補正効果、周囲からの反射による色味の影響も発生する。
色味イメージによる誤診
「黄色が似合うからイエローベース」「ピンクが似合うからブルーベース」といった判断は誤診を生みやすい。黄色の場合、バナナイエローはイエローベースの色味群であるが、レモンイエローはブルーベースの色味群に分類される。同様にピンクの場合、チェリーピンクはブルーベースの色味群であるが、カーネーションピンクはイエローベースの色味群である。
近しい色味属性による誤診
ライト・スプリングとライト・サマー、クール・サマーとクール・ウィンター、ヴィヴィッド・スプリングとヴィヴィッド・ウィンター等。明度や彩度が近い色味群は混同されやすく、またセカンドシーズンである場合も多いため誤診しやすい。
典型的なパーソナルカラーイメージによる誤診
「春タイプは明るくクリアな色」「夏タイプは淡いパステルカラー」「秋タイプは深くゴージャスな色」「冬タイプは鮮やかでハッキリした色」といった簡易な基準はイメージによる偏りが多く、誤診に繋がる。
例えば、淡い色味を得意とするライト・スプリングは春タイプにも関わらず前述した典型的イメージ基準では夏タイプだと誤診されやすい。また、青みの強い色味を得意とするクール・サマーは夏タイプでありながら冬タイプと誤診されやすい。
誤診を防ぐためには好き嫌いで判断しないことが重要である。